# Limonka
Limonka  (russo: Лимонка) foi um jornal baseado em Moscou. Ele foi o órgão oficial do Partido Nacional-Bolchevique. A sua tiragem variava de 5.000 a 10.000 exemplares. Oficialmente banido desde 20 de setembro de 2002. Não publicado de qualquer forma desde julho de 2010. Oficialmente banido na Rússia, seus materiais são reconhecidos como extremistas.

## História e conteúdo
Limonka foi fundado por Eduard Limonov e foi publicado pela primeira vez em 1994. Ele foi forçado a mudar seu nome para a Linha Geral depois das autoridades proibiram-o por "promover o extremismo e a incentivo a derrubar a ordem constitucional".
Limonka é estilizado em cultura punk. O jornal contém artigos sobre política radical, contracultura e as questões sociais. O jornal também publica relatos de protestos de rua e ações diretas.

## Contribuintes
- Eduard Limonov - fundador e editor
- Zakhar Prilepin
- Vladimir Linderman
- Aleksandr Dugin
- Sergei Aksenov
- Andrei Dmitriev
- Natalia Medvedeva
- Misha Verbitsky
- Roman Konoplev